# Саар (річка)
Саа́р (нім. Saar: За́ар, Зар, фр. Sarre: Сар) — річка в Франції і Німеччині, права притока річки Мозель. Довжина 246 км, площа басейну — близько 7 400 км². Бере початок в Вогезах.
У басейні річки — Саарсько-Лотаринзький кам'яновугільний басейн. Судноплавна, з'єднана з каналом Марна—Райн.
На річці розташоване місто Саарбрюкен (Німеччина).

## Важливі притоки Саару
- Бліз
- Нід
- Прімс